# Krężelka
Die Krężelka ist ein Zufluss der Czadeczka, die zum Flusssystem der Donau gehört. Der Fluss entspringt an den Südhängen der Schlesischen Beskiden westlich des Gipfels der Sołowy Wierch in Jaworzynka und mündet in die Czadeczka. Er hat den Charakter eines Gebirgsflusses. Die Krężelka ist einer der wenigen Flüsse der Schlesischen Beskiden, und der polnischen Karpaten insgesamt, die nicht nach Norden in die Ostsee, sondern nach Süden über die Donau ins Schwarze Meer entwässern.